# Zambia ved OL
Zambia deltog første gang i olympiske lege under Sommer-OL 1964 i Tokyo, da under sit tidligere navn Nordrhodesia. De har siden deltaget i alle efterfølgende sommerlege, undtaget Sommer-OL 1976 i Montréal som de boykottede. Zambia har aldrig deltaget i vinterlege. 

## Medaljeoversigt
| Zambias medaljer under de olympiske sommerlege | Zambias medaljer under de olympiske sommerlege | Zambias medaljer under de olympiske sommerlege | Zambias medaljer under de olympiske sommerlege | Zambias medaljer under de olympiske sommerlege | Zambias medaljer under de olympiske sommerlege |
| ---------------------------------------------- | ---------------------------------------------- | ---------------------------------------------- | ---------------------------------------------- | ---------------------------------------------- | ---------------------------------------------- |
| Lege                                           | Guld                                           | Sølv                                           | Bronze                                         | Totalt                                         | Rang                                           |
| 1964 Tokyo                                     | 0                                              | 0                                              | 0                                              | 0                                              | –                                              |
| 1968 Mexico by                                 | 0                                              | 0                                              | 0                                              | 0                                              | –                                              |
| 1972 München                                   | 0                                              | 0                                              | 0                                              | 0                                              | –                                              |
| 1976 Montréal                                  | Deltog ikke                                    | Deltog ikke                                    | Deltog ikke                                    | Deltog ikke                                    | Deltog ikke                                    |
| 1980 Moskva                                    | 0                                              | 0                                              | 0                                              | 0                                              | –                                              |
| 1984 Los Angeles                               | 0                                              | 0                                              | 1                                              | 1                                              | 43                                             |
| 1988 Seoul                                     | 0                                              | 0                                              | 0                                              | 0                                              | –                                              |
| 1992 Barcelona                                 | 0                                              | 0                                              | 0                                              | 0                                              | –                                              |
| 1996 Atlanta                                   | 0                                              | 1                                              | 0                                              | 1                                              | 61                                             |
| 2000 Sydney                                    | 0                                              | 0                                              | 0                                              | 0                                              | –                                              |
| 2004 Athen                                     | 0                                              | 0                                              | 0                                              | 0                                              | –                                              |
| 2008 Beijing                                   | 0                                              | 0                                              | 0                                              | 0                                              | –                                              |
| 2012 London                                    | 0                                              | 0                                              | 0                                              | 0                                              | –                                              |
| 2016 Rio de Janeiro                            | 0                                              | 0                                              | 0                                              | 0                                              | –                                              |
| 2020 Tokyo                                     |                                                |                                                |                                                |                                                |                                                |
| Totalt                                         | 0                                              | 1                                              | 1                                              | 2                                              |                                                |